# لوتشيانو بيزارو
لوتشيانو بيزارو (بالإسبانية: Luciano Pizarro) (14 يوليو 1997 في الأرجنتين - ) هو لاعب كرة قدم أرجنتيني في مركز الوسط.

## وصلات خارجية
- لوتشيانو بيزارو على موقع قاعدة بيانات كرة القدم.إي يو (الإنجليزية)
- لوتشيانو بيزارو على موقع Soccerway.com (الإنجليزية)